# Robustezza della password
La robustezza della password (o parole d'accesso) è una misura di efficienza contro le varie tipologie di attacchi che una parola d'accesso può subire.
La robustezza indica di quanti tentativi ha bisogno un aggressore, che non ha accesso diretto, per indovinarla e violarla.
La robustezza è calcolata in funzione della lunghezza, della complessità e dell'imprevedibilità (o entropia) della stringa di caratteri usati. Una parola d'accesso forte serve principalmente a ridurre il rischio complessivo di violazioni della sicurezza, ma non sostituisce la necessità di altri controlli più efficaci per verificarne l'attendibilità.

## Creazione delle parole d'accesso
Le parole d'accesso possono essere create in due modi: da programmi che generano stringhe complesse, oppure, nel caso più comune, da un umano qualsiasi. Una buona password è univoca e complessa, per questo esistono tre criteri da rispettare che servono a renderla più efficace e più sicura: i fattori di conoscenza e d'identità, i fattori di facilità e le regole base da rispettare.
I fattori di conoscenza e d'identità sono elementi da evitare, perché, nel caso in cui l'aggressore sia in possesso di alcune di queste informazioni, il compito di decodifica della password sarebbe di gran lunga più semplice. Quindi è buona norma non usare mai informazioni personali, come per esempio date di compleanno (personali o di amici e parenti), nomi di conoscenti, cibi preferiti, ecc.
Come per ogni misura di sicurezza, le parole d'accesso possono variare in termini di efficacia: alcune sono "forti", altre meno. I seguenti sono esempi di password la cui costruzione è debole:
- parole d'accesso predefinite (fornite dal sistema e destinate a essere modificate, come "password", "admin" o "0000");
- sostituzioni di caratteri di tipo leet (p. es. "p4ssw0rd") poiché tutti i programmi di decodifica ormai tengono conto anche di questo tipo di vocabolari;[2]
- parole derivate da righe della tastiera (come "qwerty" o "12345678" o "qazwsx");
- solo parole o solo numeri (es. "caterinateresa" oppure "12092972");
- doppie parole (es. "giovannigiovanni");
- parole comuni anche se seguite da numeri (come "ciaomondo01");
- parole in altre lingue (spesso i programmi di decodifica cercano anche in elenchi con vocabolari in lingue straniere);
- parole al contrario, poiché se il sistema di attacco è buono esso riuscirà a leggere stringhe di prova in ogni senso (come "issoRoiraM", contrario di "MarioRossi").

Per far sì che una parola d'accesso sia buona, deve rispettare dei requisiti di complessità, ovvero soddisfare delle linee guida ben precise su come e con quali componenti si deve creare una password.
Una lista (obsoleta) di possibili regole è la seguente:
- lunghezza minima della stringa di 8 caratteri;
- presenza di lettere minuscole (a-z);
- presenza di lettere maiuscole (A-Z);
- presenza di numeri arabi (0-9);
- caratteri non alfanumerici (ad esempio: !, ?, #, *).

Per esempio, creando una password di 8 caratteri seguendo i criteri sopra definiti, formata cioè a partire da 26 lettere minuscole, 26 lettere maiuscole, 10 cifre e 4 caratteri speciali, esisteranno {\displaystyle (26+26+10+4)^{8}=66^{8}=360040606269696} combinazioni possibili; in questo modo un attacco a forza bruta diventa più difficile ma comunque non impossibile.
Tuttavia, le summenzionate regole sono ormai superate e obsolete. Oggi è difficile raccomandare la creazione di parole d'accesso più brevi di 12 caratteri, e talvolta molti esperti raccomandano di usare parole più lunghe di 16 caratteri. Inoltre, le regole ferree dell'utilizzo sistematico di lettere maiuscole e minuscole, numeri e soprattutto caratteri speciali spesso e volentieri rende le password più insicure, poiché più difficili da ricordare per gli umani, che tenderanno a preferire euristiche che abbassano l'entropia totale della parola d'accesso, rendendola più debole — come, per esempio, mettendo semplicemente un punto esclamativo alla fine della stringa contenente il proprio nome e la propria data di nascita: "mariorossi1980!". Per questi motivi, le migliori pratiche sono date dall'uso di frasi d'accesso (in inglese passphrases), memorizzate in un gestore password, e unite all'autenticazione multifattore. Si vedano i paragrafi più in basso per maggiori dettagli.

## Entropia delle parole d'accesso
Solitamente, per specificare la forza di una password nell'industria informatica si usa il concetto di entropia. Il grado di entropia di una qualsivoglia stringa binaria è dato dal logaritmo in base due dell’effettiva lunghezza in bit della stringa considerata. Per esempio, data una stringa alfanumerica di 10 caratteri espressa in ASCII a 7 bit, la sua entropia è {\displaystyle \log _{2}(10\times 7)=\log _{2}70\approx 6,13} bit.

Il numero minimo di bit di entropia necessari a rendere una password "inviolabile" dipende dal tipo di minaccia da cui ci si vuole difendere.

### Decrittazione a 64 e 72 bit
Nel 1998 la Electronic Frontier Foundation creò l'EFF-DES Cracker, soprannominato "Deep Crack", una macchina in grado di rompere a forza bruta l'algoritmo DES. La macchina costò meno di 250 000 dollari e il 15 luglio 1998, l'EFF in collaborazione con distributed.net, riuscì a decriptare una chiave a 56 bit in 22 ore e 15 minuti, vincendo 10 000 dollari. Nel 2002 la rete distributed.net riuscì a rompere una chiave di cifratura a 64 bit effettivi in circa 4 anni.
In uno documento del 2005 si è presentato uno studio sistematico della scelta delle chiavi e di come generarle con una buona entropia. I risultati variano da 29 bit di casualità, ovvero {\displaystyle 2^{29}} tentativi necessari se si prevedono solo attacchi ''online'', a 128 bit in uscita, ricavati da 384 bit di ingresso composti da 128 bit di dati e 256 bit di chiave, per le chiavi di crittografia che fanno riferimento a funzioni di miscelazione per bit multipli più forti.
A partire dal 2007 la rete distributed.net apre il progetto di decrittazione RC5-72. L'approccio del progetto era quello di decrittare un messaggio a 72 bit provando tutte chiavi possibili (forza bruta) fino a trovare quella corretta. Per far questo l'intera area di lavoro è stata divisa in blocchi, ogni pacchetto consiste in {\displaystyle 2^{32}} (circa 4,2 miliardi) combinazioni possibili. L'hardware di partenza del progetto è stato NVidia CUDA, che riusciva a calcolare fino a 600 milioni di chiavi al secondo.
Nel 2008 iniziarono le modifiche hardware per aumentare i core di lavoro di RC5-72 progettati per funzionare anche su ATI. Verso la fine del 2008 vennero concluse le modifiche e introdotti i processori AMD Radeon HD 6000 series e ATI Radeon HD 5000 series con una velocità di calcolo di 1,8 miliardi di chiavi al secondo. Gli ultimi aggiornamenti rilasciati dalla Distributed.net del 2017 mostrano che, ad oggi, le tempistiche per decrittare un messaggio a 72 bit, avendo a disposizione 129 586 partecipanti al progetto, sono di 5 337 giorni, ovvero circa 14 anni.
A causa dei limiti riconosciuti dalla fisica fondamentale, non c’è alcuna aspettativa per quanto riguarda la decrittazione di chiavi maggiori o uguali a 256 bit tramite un attacco di forza bruta.

### Password casuali
Le password casuali consistono in stringhe di lunghezza già specificata composte da simboli presenti in alcuni set già esistenti come, ad esempio, il codice ASCII.
La forza della password dipende dal calcolo dell’entropia relativo alla chiave generata. Tuttavia, queste chiavi non sono generate in modo del tutto casuale, molti generatori di password disponibili pubblicamente creano sequenze facilmente reperibili nelle librerie di programmazione. Per questo motivo le chiavi generate hanno un livello di entropia abbastanza basso.
Esistono però software, soprattutto nei sistemi operativi moderni, che sono in grado di generare password forti fino a 256-512 bit di entropia, ad esempio producendo sequenze composte da: lettere minuscole, lettere maiuscole, numeri e caratteri speciali.
Per le password generate da un processo che seleziona casualmente una stringa di lunghezza {\displaystyle S} e da un insieme di simboli {\displaystyle L}, il numero di casi possibili sarà {\displaystyle L^{S}}. Di conseguenza aumentando {\displaystyle L} o {\displaystyle S} si rafforzerà la chiave generata.
La forza misurata dall’entropia delle informazioni è il logaritmo in base 2 del numero di chiavi che è possibile generare:
{\displaystyle E=\log _{2}L^{S}=S\log _{2}L=S{\log L \over \log 2}}
Dove: {\displaystyle L} è il numero di casi possibili, {\displaystyle S} sono i simboli che compongono la password (lunghezza della password) ed {\displaystyle E} è il numero di bit di entropia.
La seguente tabella illustra alcune tipologie di calcolo dell’entropia in base a diversi set di simboli:
| Set di simboli                                | Numero di simboli S | Entropia per simbolo E |
| --------------------------------------------- | ------------------- | ---------------------- |
| Sistema di numerazione arabo (0–9) ()         | 10                  | 3 332 bit              |
| Sistema numerico esadecimale (0–9, A–F) ()    | 16                  | 4 000 bit              |
| Alfabeto latino non case sensitive \| (a–z)   | 26                  | 4 700 bit              |
| Alfanumerico non case sensitive \| (a–z o 09) | 36                  | 5 170 bit              |
| Alfabeto latino case sensitive \| (a–z, A–Z)  | 52                  | 5 700 bit              |
| Alfanumerico case sensitive (a–z, A–Z, 0–9)   | 62                  | 5 954 bit              |
| ASCII tranne spazio                           | 94                  | 6 555 bit              |
| ASCII                                         | 95                  | 6 570 bit              |
| ASCII esteso                                  | 218                 | 7 768 bit              |
| Codice binario (0–255 o 8 bit o 1 byte)       | 256                 | 8 000 bit              |
| Diceware                                      | 7776                | 12 925 bit a parola    |

Per trovare la lunghezza S di una stringa di caratteri generata casualmente, sapendo con precisione il numero di bit di entropia utilizzati e il numero di casi possibili per trovare la chiave si usa la formula inversa della precedente:
{\displaystyle S={E \over \log _{2}L}}
Il risultato di tale formula viene arrotondato per eccesso fino al numero intero.
| Entropia password {\displaystyle E} | Sistema di numerazione arabo | Sistema numerico esadecimale | Alfabeto latino (no case sensitive) | Alfanumerico (no case sensitive) | Alfabeto latino (case sensitive) | Alfanumerico (case sensitive) | ASCII | ASCII esteso |
| ----------------------------------- | ---------------------------- | ---------------------------- | ----------------------------------- | -------------------------------- | -------------------------------- | ----------------------------- | ----- | ------------ |
| 8 bit (1 byte)                      | 3                            | 2                            | 2                                   | 2                                | 2                                | 2                             | 2     | 2            |
| 32 bit (4 byte)                     | 10                           | 8                            | 7                                   | 7                                | 6                                | 6                             | 5     | 5            |
| 40 bit (5 byte)                     | 13                           | 10                           | 9                                   | 8                                | 8                                | 7                             | 7     | 6            |
| 64 bit (8 byte)                     | 20                           | 16                           | 14                                  | 13                               | 12                               | 11                            | 10    | 9            |
| 80 bit (10 byte)                    | 25                           | 20                           | 18                                  | 16                               | 15                               | 14                            | 13    | 11           |
| 96 bit (12 byte)                    | 29                           | 24                           | 21                                  | 19                               | 17                               | 17                            | 15    | 13           |
| 128 bit (16 byte)                   | 39                           | 32                           | 28                                  | 25                               | 23                               | 22                            | 20    | 17           |
| 160 bit (20 byte)                   | 49                           | 40                           | 35                                  | 31                               | 29                               | 27                            | 25    | 21           |
| 192 bit (24 byte)                   | 58                           | 48                           | 41                                  | 38                               | 34                               | 33                            | 30    | 25           |
| 224 bit (28 byte)                   | 68                           | 56                           | 48                                  | 44                               | 40                               | 38                            | 35    | 29           |
| 256 bit (32 byte)                   | 78                           | 64                           | 55                                  | 50                               | 45                               | 43                            | 39    | 33           |

### Password generate a mano
Solitamente le persone tendono a generare password con un basso livello di entropia. Secondo uno studio effettuato da Microsoft nel 2007 su mezzo milione di utenti, la media del livello di sicurezza utilizzato nel web è 40,54 bit di entropia.
Nel giugno del 2004 il National Institute of Standards and Technology pubblicò un’edizione speciale riguardante la sicurezza informatica e le linee guida per l'identità digitale chiamata NIST special pubblication 800-63, nella quale vengono elencate tutte le tipologie di errori comuni commessi dagli utenti nello scegliere la propria password personale. L’articolo suggerisce anche il seguente schema approssimativo di valutazione dell’entropia per generare chiavi sicure:
- il primo carattere deve essere di almeno 4 bit di entropia;
- l’entropia dei sette caratteri successivi deve essere di almeno 2 bit;
- dal nono al ventesimo ogni carattere deve avere almeno 1,5 bit di entropia;
- se vengono utilizzate lettere maiuscole, minuscole e caratteri non alfabetici viene aggiunto un bonus di 6 bit di entropia;
- viene aggiunto un bonus di 6 bit per le password di lunghezza da 1 a 19 caratteri e solamente dopo aver effettuato un controllo esteso del dizionario per garantire che la password non sia contenuta all'interno di un set di chiavi già esistente.

Seguendo questo schema, per esempio, una password di 8 caratteri senza maiuscole e senza caratteri non alfabetici è stimata intorno ai 18 bit.
Nel 2010 viene pubblicato un documento redatto da Florida State University, Redjack LLC e Cisco che dimostra la non adeguatezza dello schema NIST perché non fornisce una metrica valida per la stima dell’entropia di una password scelta dall’uomo.

## Memorizzare una password
Un metodo di memorizzazione efficace e facile da ricordare è quello mnemonico, ovvero quello di convertire con un’abbreviazione che contiene solo le prime lettere di ogni parola e gli eventuali numeri una determinata frase (esempio: “ho un gatto nero” corrisponde a h1gn). Un metodo vantaggioso, per non usare quantità innumerevoli di password per differenti piattaforme web, è quello di aggiungere la prima e l’ultima lettera del sito web utilizzato, in maiuscolo, attorno alla frase scelta (se il sito fosse ‹questosito.it› il risultato sarebbe Qh1gnO).

## Violare una password

### Tipologie di attacchi
Esistono in linea generale tre tipi di attacchi per riuscire a violare una password: l'attacco a dizionario, che si basa sul confronto della password da violare con una lista di parole comuni (più questa lista è lunga più aumenta la possibilità di avere un riscontro positivo); il password profiling, che sfrutta le informazioni a disposizione sull’utente (data di nascita, nome dell’animale domestico, interessi, numero telefonico, etc), per poi combinarle e risalire alla password; infine l'attacco di forza bruta, ovvero un algoritmo che prova tutte le combinazioni possibili di un cifrario di caratteri alfanumerici.

### La potenza di un attacco di forza bruta
La potenza di un attacco di forza bruta è quantificabile tramite una formula che calcola il numero di tutte le combinazioni possibili prima di trovare la chiave corretta:
{\displaystyle N_{T}=L^{m}+L^{m+1}+L^{m+2}+\dots +L^{M}}
Dove: {\displaystyle N_{T}} è il totale numerico dei tentativi, {\displaystyle L} è la lunghezza del set di caratteri, {\displaystyle m} è la lunghezza minima della chiave, {\displaystyle M} è la lunghezza massima della chiave.
Ad esempio, se utilizziamo come set di 26 caratteri e una stringa di lunghezza 10, avremo:
{\displaystyle N_{T}=26^{1}+26^{2}+26^{3}+24^{4}+\dots +26^{10}=1.4116709\cdot 10^{14}}

chiavi diverse.

### Tempi necessari per attacco di forza bruta
Le tempistiche di un attacco variano a seconda di alcuni fattori: la potenza della password, la velocità di calcolo ({\displaystyle V}), ovvero il numero di password che un calcolatore riesce a generare in un secondo e il numero dei calcolatori utilizzati per fare un attacco ({\displaystyle N}). La formula è:
{\displaystyle N_{T}/V/N}
La tabella seguente mostra il tempo necessario per l'attacco di forza bruta in base alla lunghezza della password, al set di caratteri utilizzato e all’utilizzo di un solo calcolatore con la velocità di 500 000 chiavi al secondo.
| Lunghezza della password | Maiuscolo | Minuscolo e cifre | Maiuscolo e minuscolo | Tutto ASCII  |
| ------------------------ | --------- | ----------------- | --------------------- | ------------ |
| {\displaystyle \leq }4   | immediato | immediato         | immediato             | 2 minuti     |
| 5                        | immediato | 2 minuti          | 12 minuti             | 4 ore        |
| 6                        | 10 minuti | 72 minuti         | 10 ore                | 18 giorni    |
| 7                        | 4 ore     | 43 ore            | 23 giorni             | 4 anni       |
| 8                        | 4 giorni  | 65 giorni         | 3 anni                | 463 anni     |
| 9                        | 4 mesi    | 6 anni            | 178 anni              | 444 530 anni |

Attualmente alcune piattaforme online hanno adottato metodi contro l'attacco di forza bruta cercando di aumentare i tempi di ricerca delle password implementando soluzioni come:
- la limitazione dei tentativi per indovinare la password;
- il tempo di attesa tra l’inserimento di una password e l’altra;
- il CAPTCHA;
- il blocco forzato della connessione dopo un numero di tentativi falliti.

## Gestori di password
Un compromesso ideale per gestire numerose quantità di password è di usare un gestore di password. Un gestore di password è un sistema che consente all’utente di utilizzare un gran numero di password diverse dovendone ricordare solamente una, ovvero quella che serve per effettuare l’accesso al sistema di crittografia dove sono contenute tutte le altre chiavi. La password generale di accesso deve essere difficile e con un livello di entropia alto.
Solitamente un buon gestore fornisce già un alto tasso di sicurezza e di resistenza agli attacchi di forza bruta.